# Xiuladora de Selayar
La xiuladora de Selayar (Pachycephala teysmanni) és una espècie d'ocell cantor de la família dels paquicefàlids (Pachycephalidae).
}}

## Descripció
Les xiuladores de Selayar fan uns 16-17 cm de llargada. Els mascles adults tenen el cap gris, la gola blanca, les parts superiors de color verd oliva, les parts inferiors rosades i la cua i les plomes de les ales marronós-oliva. Les femelles adultes són molt semblants als mascles, però tenen les lores ocre fosc i les cobertores de les orelles de color vermellós. L'aparença semblant dels sexes en aquesta espècie ajuda a diferenciar-la de la xiuladora pitdaurada; en aquesta espècie, els mascles tenen un plomatge negre i groc, que contrasta amb la coloració marró oliva de la femella.
El cant de la xiuladora de Selayar és un «tso-WEE-WEE-dzo» breu de quatre xiulets. La primera i l'última nota van descendent en to, mentre que les dues notes del mig són xiulets forts i augmenten.

## Hàbitat i distribució
La xiuladora de Selayar prefereix els hàbitats boscosos, però també es troba en matolls, sabana i jardins rurals. La història natural està poc estudiada, però se sap que s'alimenta d'invertebrats i fruits. La Unió Internacional per a la Conservació de la Natura la classifica en risc mínim, ja que es creu que la seva població és estable i no es coneixen amenaces significatives per a l'espècie.
És endèmic de l'illa indonèsia de Salayer i no és migratòria.

## Conservació i ecologia
La història natural de la xiuladora de Selayar està poc estudiada. Els seus hàbits dietètics no semblen variar significativament de les altres xiuladores del gènere. Es creu que s'alimenta d'invertebrats i fruits i sovint se'ls pot observar devorant insectes del fullatge. No se sap res dels hàbits de cria. Es creu que l'espècie no està amenaçada i la Unió Internacional per a la Conservació de la Natura la classifica com a menys preocupant. Es creu que té una població estable i no s'enfronta a amenaces significatives, tot i que es comercia amb elles. Un estudi de 1995 va trobar que l'espècie era comuna en boscos secundaris i altres hàbitats alterats.

## Taxonomia
Salayer, una illa de la costa del sud-oest de Sulawesi a Indonèsia, va ser explorada ornitològicament per primera vegada pel biòleg holandès Johannes Elias Teijsmann el 1878. Teijsmann va recollir diverses espècies durant la seva expedició, incloent-hi tres exemplars de la xiuladora de Selayar. El zoòleg suís Johann Büttikofer va descriure formalment l'espècie el 1893 a partir dels exemplars recollits per Teijsmann. Büttikofer va anomenar l'espècie Pachycephala teysmanni per honrar al seu col·leccionista, utilitzant una grafia alternativa del cognom de Teijsmann. Büttikofer va creure erròniament que l'exemplar havia estat recollit a "Macassar, South Celebes"; la ubicació tipus va ser corregida a Salayer per l'ornitòleg alemany Ernst Hartert el 1896.
La xiuladora de Selayar no té subespècies. Històricament, l'espècie es considerava una subespècie de la xiuladora daurada (P. pectoralis), una espècie que també incloïa P. calliope. Aquesta es va separar més tard de la xiuladora daurada i la xiuladora de Selayar es va considerar una subespècie de P. calliope. L'any 2016, Josep del Hoyo i Nigel Collar van elevar a l'estatus d'espècie la xiuladora de Selayar, principalment seu plomatge sexualment monomòrfic. Els mascles de xiuladores de Selayar són en gran part similars a les femelles, a diferència de P.calliope que tenen un plomatge negre i groc que contrasta amb la coloració marró oliva de la femella.